# Hłyboczok (hromada Nowohujwynśke)
Hłyboczok (ukr. Глибочок) – wieś na Ukrainie, w obwodzie żytomierskim, w rejonie żytomierskim, w hromadzie Noeohujwynśke. W 2001 liczyła 570 mieszkańców.